# Heinrich Henkel (Rechtswissenschaftler)
Heinrich Henkel (* 12. September 1903 in Braunfels an der Lahn; † 28. Februar 1981 in Stockdorf) war ein deutscher Rechtswissenschaftler und letzter Rektor der 1945 geschlossenen Schlesischen Friedrich-Wilhelms-Universität in Breslau.

## Leben
Nach dem Abitur studierte Henkel von 1922 bis 1925 Germanistik und Rechtswissenschaften und wurde 1927 in Frankfurt am Main promoviert. 1930 habilitierte er sich in Frankfurt am Main, wo er 1931 zum Richter ernannt wurde. Zum 1. Mai 1933 schloss Henkel sich der NSDAP an (Mitgliedsnummer 2.536.812), er wurde förderndes Mitglied der SS und zum ordentlichen Professor an der Universität Frankfurt am Main ernannt. 1934 erhielt er eine ordentliche Professur für Straf- und Strafverfahrensrecht an der Philipps-Universität Marburg.
1935 wechselte er als Professor für Strafrecht an die Schlesische Friedrich-Wilhelms-Universität zu Breslau. Im Oktober 1942 wurde Henkel auf Wunsch des Gauleiters und der Parteikanzlei der NSDAP zum Rektor der Universität Breslau ernannt. Ab April 1944 war Henkel bei der Wehrmacht, im Sommer 1944 geriet er in Kriegsgefangenschaft.

### Ansichten in der Zeit des Nationalsozialismus
In seinem 1934 erschienenen Buch Strafrichter und Gesetz im neuen Staat. Die geistigen Grundlagen forderte er die „freie Hingabe des Richtertums an die Ziele der Staatsführung“. In seinem ebenfalls 1934 erschienenen Buch Die Unabhängigkeit des Richters in ihrem neuen Sinngehalt meinte er „die richterliche Unabhängigkeit bleibt als Einrichtung bestehen, aber sie bildet als solche lediglich das Gefäß für einen neuen Inhalt, nämlich die nationalsozialistische Rechts- und Staatsauffassung“ und führte ferner aus: „Die Unabhängigkeit des Richters im nationalsozialistischen Staat ist kein Frei-im-Raum-Schweben, sondern Selbständigkeit in der Bindung an die leitenden Grundsätze des völkischen Führerstaates“.

### Nach dem Zweiten Weltkrieg
Nach dem Zweiten Weltkrieg war Henkel zunächst als Rechtsanwalt in Frankfurt am Main tätig. 1951 nahm er einen Ruf auf die Professur für Strafrecht, Strafverfahrensrecht und Rechtsphilosophie an der Universität Hamburg an.
Als solcher übte er 1956 Kritik am Eröffnungsbeschluss im sogenannten „Zahnarzt-Müller-Prozess“, in dem der Zahnarzt Richard Müller aus Otterberg angeklagt war, seine Frau ermordet zu haben, indem er sie in seinem Auto verbrennen ließ. Des Weiteren hielt er auch Vorträge wie zum Beispiel 1959 vor der Juristischen Gesellschaft zu Berlin zum Thema Der Strafschutz des Privatlebens gegen Indiskretion.
Anlässlich seines siebzigsten Geburtstages erschien 1974 die von seinem ehemaligen Assistenten Claus Roxin herausgegebene Festschrift Grundfragen der gesamten Strafrechtswissenschaft : Festschrift f. Heinrich Henkel z. 70. Geburtstag am 12. Sept. 1973, die unter anderem Beiträge von Hans-Jürgen Bruns, Karl Engisch und Wolfgang Frisch enthielt. Am 30. Mai 1978 wurde ihm die Ehrendoktorwürde der Universität Salzburg verliehen.

## Veröffentlichungen
- Der Notstand nach gegenwärtigem und künftigem Recht. München 1932.
- Die Unabhängigkeit des Richters in ihrem neuen Sinngehalt. Hamburg 1934.
- Das deutsche Strafverfahren. Hamburg 1943.
- Strafgesetzbuch. Textausgabe mit den 21 wichtigsten strafrechtlichen Nebengesetzen und Gesetzen des Kontrollrats und der Militärregierung. Mitherausgeber Lothar Dombrowski, 2. Auflage. Stuttgart 1950.
- Strafverfahrensrecht. Ein Grundriss. Salzgitter 1950.
- Anleitung zur Bearbeitung strafrechtlicher Fälle. Salzgitter 1950.
- Strafverfahrensrecht. Ein Lehrbuch. Stuttgart 1953.
- Recht und Individualität. Erweiterte und mit Anmerkungen versehene Fassung eines Vortrages. Berlin 1958.
- Einführung in die Rechtsphilosophie. Grundlagen des Rechts. München 1964.
- Die richtige Strafe. Gedanken zur richterlichen Strafzumessung. Tübingen 1969.
- Ideologie und Recht. Tübingen 1973, ISBN 3-16-635041-1[10]
- Einführung in die Rechtsphilosophie. Grundlagen des Rechts. 2. Auflage. München 1977, ISBN 3-406-06558-9.